# Fleur de lotus (film, 1922)
Pour plus de détails, voir Fiche technique et Distribution.
Fleur de lotus (titre original : The Toll of the Sea) est un film muet américain réalisé par Chester M. Franklin, sorti en 1922. Il s'agit du premier long métrage en prise de vues réelles tourné en Technicolor bichrome.

## Synopsis
Fleur de lotus, une jeune chinoise, découvre le corps d'un homme inconscient qui dérive dans le cours du fleuve. Elle lui porte secours et apprend qu'il s'agit d'un américain, Allen Carver, qui visite la Chine. Attirée vers lui, elle devient sa maîtresse et Carver lui promet de l'emmener dans son pays. Mais les amis de ce dernier l'en dissuadent. 

## Fiche technique
- Titre : Fleur de lotus
- Titre original : The Toll of the Sea
- Réalisation : Chester M. Franklin
- Scénario : Frances Marion, d'après son histoire
- Producteur : Herbert T. Kalmus
- Société de production : Technicolor Motion Picture Corporation
- Société de distribution : Metro Pictures Corporation
- Photographie : J.A. Ball
- Montage : Hal C. Kern
- Pays de production :  États-Unis
- Format : couleurs (Technicolor trichrome) - muet
- Genre : drame sentimental
- Durée : 54 minutes
- Date de sortie : 
  - États-Unis : 26 novembre 1922

## Distribution
- Anna May Wong : Fleur de lotus
- Kenneth Harlan : Allen Carver
- Beatrice Bentley : Barbara 'Elsie' Carver
- Priscilla Moran : la petite Allen

## Production
Produit par Technicolor Motion Picture Corporation et librement inspiré de Madame Butterfly, il s'agit du premier film réalisé en technicolor bichrome (synthèse soustractive) à Hollywood, après l'échec du premier procédé à synthèse additive expérimenté en 1917 sur le court métrage The Gulf Between. C'est également le premier rôle principal pour l'actrice américaine d'origine chinoise Anna May Wong.

## Accueil
Les premières projections de Fleur de lotus ont lieu la semaine du 23 novembre 1922 au cinéma Rialto à New York, mais il met presque un an à être projeté dans d'autres cinémas, en raison des infrastructures insuffisantes du laboratoire de Technicolor. Le long métrage rencontre cependant un important succès commercial, en dépit également des difficultés pratiques liées au procédé technique (tendances du film à se rayer, à se recroqueviller notamment). 
Certains aspects racistes et sexistes du film, liés à l'orientalisme notamment, sont discutés plus récemment.

## Restauration
L'Université de Californie (UCLA) à Los Angeles restaure le film sur la base du négatif original en 1985. 